# Trasporto spaziale
In astronautica, per trasporto spaziale si intende lo spostamento di persone e/o cose dalla superficie di un pianeta allo spazio e viceversa, se necessario, oppure tra due orbite (trasferimento trans-orbitale), per mezzo di un sistema specializzato.
I principali mezzi di trasporto utilizzati sono dei razzi vettori, funzionanti tramite una violenta reazione di combustione chimica tra idrogeno e ossigeno.  Risultato della reazione è la produzione di vapore acqueo che, espulso dall'ugello, imprime al razzo una spinta sufficiente al superamento della velocità di fuga sulla superficie del pianeta (nel caso della Terra pari a circa 11,2 km/s). Le complicazioni ad essi prevalentemente correlate sono: grandi masse da portare in orbita, di cui il carico utile costituisce solo l'1%, grandi costi in attrezzature e in vite, se si considerano tutti gli incidenti avvenuti nel corso della storia dell'astronautica.
Il trasporto di esseri viventi avviene attraverso la combinazione di capsule spaziali o navette spaziali riutilizzabili e vettori di lancio. La principale differenza tra le capsule e le navette è che queste ultime sono in grado di manovrare nell'atmosfera. Sono oggetto di studio sistemi monostadio, ovvero che consentano il recupero ed il riutilizzo di tutto il sistema di lancio.
Un avveniristico progetto per il trasporto di materiale dalla superficie all'orbita è quello di un ascensore spaziale.
Il trasferimento trans-orbitale è avvenuto finora per mezzo di sistemi propulsivi integrati nella sonda spaziale o satellite. In alcune missioni trans-planetarie si è scelto di montare all'interno della sonda madre, una sonda secondaria - spesso un lander. La navigazione nello spazio interplanetario, in questi casi, è affidata alla sonda madre. In vicinanza dell'obiettivo avviene lo sgancio e la sonda secondaria inizia la sua missione. Questo è quanto avvenuto ad esempio nel caso delle missioni Galileo e Cassini-Huygens, ed è in programma per la missione BepiColombo.
Nel caso delle ultime missioni della NASA su Marte, i rover sono stati trasportati sul pianeta rosso da sonde spaziali. Mentre la sonda Mars Pathfinder era dotata di apparecchiatura scientifica autonoma ed ha svolto attività di ricerca dopo aver rilasciato il rover Sojurner, i lander che hanno trasportato Spirit ed Opportunity non hanno svolto alcun ruolo se non quello di trasportare i rover sulla superficie del pianeta.
Un'affascinante ipotesi avveniristica è quella di utilizzare l'effetto fionda anche nel trasferimento trans-orbitale in orbita terrestre. In questo caso, il trasferimento del momento angolare orbitale specifico avverrebbe tra due satelliti: quello del quale si vuole modificare l'orbita e l'altro, opportunamente progettato per ricevere o fornire momento. Ad ogni movimentazione da un'orbita bassa ad una più alta, il satellite manovratore perderebbe parte del suo momento angolare orbitale specifico. Questo andrebbe quindi reintegrato realizzando l'operazione opposta, ovvero abbassando un satellite da un'orbita alta ad una più bassa. Gli studiosi che hanno proposto questo sistema stimano che questo recupero potrebbe avvenire sfruttando i satelliti che hanno concluso la loro vita operativa. In questo caso, si avrebbe anche il vantaggio di ridurre il tempo di permanenza in orbita di ingombranti detriti.